# Fondazione ANT
Fondazione ANT Italia ONLUS è una ONLUS italiana per l’assistenza specialistica domiciliare gratuita ai malati di tumore e per la prevenzione oncologica. Nata nel 1978 per opera dell’oncologo Franco Pannuti come Associazione Nazionale Tumori, dal 1985 ha assunto la denominazione di Fondazione ANT.
Il supporto offerto da ANT affronta ogni genere di problema nell’ottica del benessere globale del malato: la fondazione opera in nome dell’eubiosia (dal greco, buona vita).
Le persone vengono assistite nelle loro case da équipe multi-disciplinari che assicurano cure specialistiche di tipo ospedaliero e socio-assistenziale, con una presa in carico globale del malato oncologico e della sua famiglia. Ai numerosi professionisti (medici, infermieri, psicologi, nutrizionisti, fisioterapisti, farmacisti, operatori socio-sanitari etc.) si affiancano oltre duemila volontari impegnati nelle attività di raccolta fondi necessarie a sostenere economicamente l’operato dello staff sanitario.
Dal 2011 la pianificazione ed erogazione delle attività, i dati degli assistiti e la rendicontazione amministrativa sono gestite con l'utilizzo dei servizi cloud forniti dal software Vitaever.
A partire dal 2015, il servizio di assistenza domiciliare oncologica gode del certificato di qualità UNI EN ISO 9001:2008, emesso da Globe s.r.l. 
Nel 2016 ANT ha sottoscritto un Protocollo d’intesa non oneroso con il Ministero della Salute che impegna le parti a definire, sostenere e realizzare un programma di interventi per il conseguimento di obiettivi specifici, coerenti con quanto previsto dalla legge nº 38 del 15 marzo 2010 per l’accesso alle cure palliative e alla terapia del dolore.
ANT è inoltre da tempo impegnata nella prevenzione oncologica con progetti di diagnosi precoce del melanoma, delle neoplasie tiroidee, ginecologiche e mammarie. Le campagne di prevenzione si attuano negli ambulatori ANT presenti in diverse regioni, in strutture sanitarie utilizzate a titolo non oneroso e sull’Ambulatorio Mobile ("BUS della Prevenzione"). Il mezzo, dotato di strumentazione diagnostica all’avanguardia (mammografo digitale, ecografo e videodermatoscopio) consente di realizzare visite su tutto il territorio nazionale.
ANT opera in Italia attraverso delegazioni e "Charity Point” (luoghi rivolti alla raccolta fondi, ma anche allo sviluppo di idee, progetti e relazioni). Alle delegazioni competono, a livello locale, le iniziative di raccolta fondi e la predisposizione della logistica necessaria all’assistenza domiciliare, oltre alle attività di sensibilizzazione. 
Prendendo come riferimento il 2019, ANT finanzia la maggior parte delle proprie attività grazie alle erogazioni di privati (45%) al contributo del cinque per mille (14%) a lasciti e donazioni (16%). Il 16% di quanto raccoglie deriva da fondi pubblici. 
Uno studio condotto da Human Foundation sull’impatto sociale delle attività di ANT, ha evidenziato che per ogni euro investito nelle attività della Fondazione, il valore prodotto è di 1,90 euro. La valutazione è stata eseguita seguendo la metodologia Social Return on Investment. 

## Il "Progetto Eubiosia"
ANT fornisce assistenza medico-specialistica gratuita domiciliare ai malati di tumore e alle famiglie per 365 giorni l’anno, 24 ore su 24, festività incluse. 
Per il maggior benessere globale del malato, al lavoro dei sanitari si affianca un servizio socio-assistenziale che prevede (sulla base delle risorse disponibili sul territorio) visite specialistiche domiciliari, cure igieniche, cambio biancheria, biblioteca e cineteca domiciliare, trasporto del paziente da casa all’ospedale per svolgere gli esami strumentali che non possono essere eseguiti a domicilio.
Reso operativo dal 1985, il "Progetto Eubiosia" ha come obiettivo quello di portare a casa del malato un’assistenza socio-sanitaria completa e tutte le cure mediche idonee mediante un supporto globale e gratuito sia per il paziente sia per la sua famiglia.
Le unità operative del progetto Eubiosia sono 23 équipe specialistiche e multidisciplinari presenti in 11 regioni italiane (31 province): medici, infermieri, psicologi, nutrizionisti, fisioterapisti, operatori socio-sanitari, farmacisti e funzionari che effettuano a casa dei malati prestazioni sanitarie pari a quelle ospedaliere, garantendo inoltre un sostegno umano, sociale e psicologico all’assistito e ai suoi cari.

## Prevenzione
La prevenzione rappresenta l’arma più efficace per combattere il cancro ed è per questo che la Fondazione ANT negli ultimi anni ha dedicato particolare attenzione ai progetti di sensibilizzazione ed educazione sanitaria nelle scuole e sul territorio ed ai progetti di diagnosi precoce.